# Ferdinand de Béhagle
Jean-Jacques Marie Ferdinand de Béhagle (Ruffec, 18 de julio de 1857 - Dikwa, septiembre de 1899) fue un comerciante, administrador colonial y explorador francés.

## Biografía

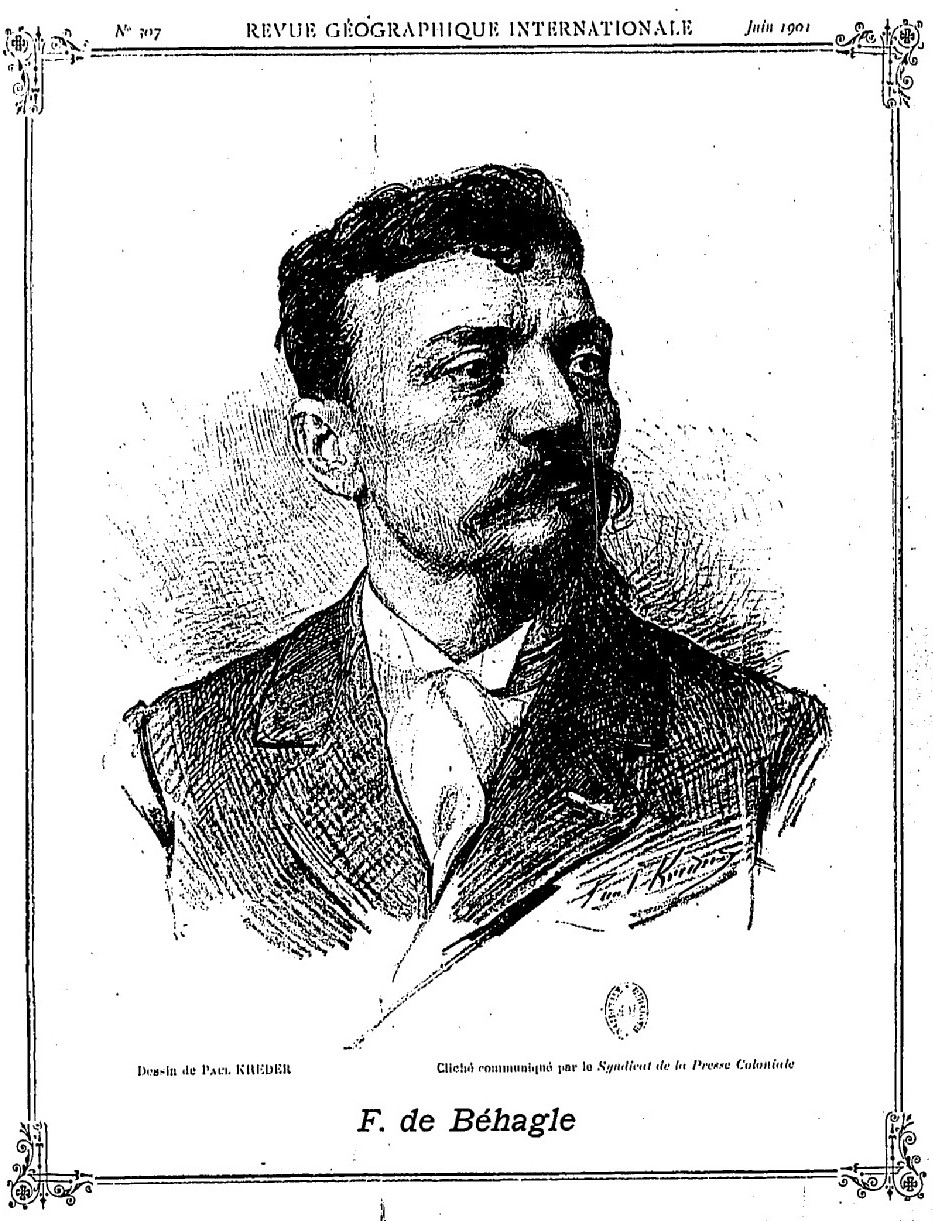
Ferdinand de Béhagle, grabado incluido en su obra Voyage commercial et scientifique au bassin du Tchad, Afrique centrale

Comenzó su carrera como marino mercante y luego fue nombrado administrador colonial en la Argelia francesa, cargo que ocupó de mayo de 1885 a septiembre de 1891. 
En 1892, Béhagle se ofreció como voluntario para participar en la misión del explorador Casimir Maistre al África Central. La misión remontó el río Congo, luego el río Ubangi, y posteriormente exploró la divisoria entre las cuencas del Chad y el Congo. A su regreso a Francia, elaboró diversos informes científicos sobre la cuenca del Chad. 
Béhagle fue contratado por el Sindicato Comercial Francés de la Cuenca del Chad y del Ubangui (SCFBTO). El objetivo de los franceses era encontrar una ruta terrestre viable desde el Congo hasta el Mediterráneo a través del Chad. En la década de 1890, el caudillo sudanés Rabah (Rabih al-Zubeir ibn Fadl Allah) había expandído su poder en el territorio del antiguo Imperio de Bornu, alrededor del lago Chad, construyendo su capital en Dikwa. En 1897, Béhagle mantuvo negociaciones políticas y comerciales con el sultán Rabah para intentar que este se aliara con Francia en la disputa que los franceses mantenían con los ingleses por el control de las rutas comerciales de esta parte de África. 
En julio de 1898, Béhagle, acompañado por Toussaint Mercuri, reconoció las fuentes del río Tomi, afluente del Ubangi, y las del Gribingui, afluente del Bamingui. Luego se dirigieron a Kouno, localidad del Chad situada en el norte de Moyen-Chari, pues el oficial francés Émile Gentil había firmado en 1897 un tratado de protectorado con Abd al-Rahman Gaorang, sultán de Baguirmi, cuya capital Massenya había sido destruida por Rabah en 1893 y querían ampliar la alianza con Gaorang. Se reunieron con Gaorang para evaluar las posibilidades de apoyo francés a su causa, a pesar de la débil autoridad que tenía este líder sobre el territorio de Baguirmi y de las posibles consecuencias que tendrían las guerras con sus vecinos, el sultán Rabah y el imperio Uadai, situado al norte de Baguirmi.  
En enero de 1899, volvieron a reunirse con Rabah en Dikwa, pero los desacuerdos se agudizaron, ya que Béhagle se negó a vender armas a Rabah y por ello fue encarcelado. Los franceses enviaron una tropa comandada por Henri Bretonnet para rescatar a Béhagle, pero fueron derrotados y el sultán ordenó entonces la muerte en la horca de Béhagle, lo que ocurrió a finales de 1899. En abril de 1900, las fuerzas francesas y sus aliados de Baguirmi consiguieron derrotar a Rabah en la Batalla de Kousséri. El cuerpo de Béhagle fue encontrado en 1901 y enterrado en Yamena. 

## Obras
- Observations astronomiques de la Mission Maistre en Oubangui-Chari et dans le sud du Tchad, relevés faits par Ferdinand de Béhagle, 1892-1893, [Observaciones astronómicas de la Misión Maistre en Ubangui-Chari y en el sur del Chad, estudios realizados por Ferdinand de Béhagle, 1892-1893] (1893)
- Projet de voyage commercial du Congo à la Méditerranée par le Tchad et ses affluents [Proyecto de viaje comercial del Congo al Mediterráneo por el Chad y sus afluentes] (1893)
- Níger, Bénoué et les droits de la France [Níger, Benue y los derechos de Francia] (1894)
- Des moyens de combattre la dépopulation en Afrique [Formas de combatir la despoblación en África] (1895)
- Voyage commercial et scientifique au bassin du Tchad, Afrique centrale [Viaje comercial y científico a la cuenca del Chad, África Central] (1896)
- Âme d'esclave (étude de mœurs sahariennes) [Alma de esclavo (estudio de las costumbres saharianas)] (1897)